# Le Châtellier (Orne)
Le Châtellier ist eine französische Gemeinde mit 402 Einwohnern (Stand 1. Januar 2022) im Département Orne in der Region Normandie (vor 2016 Basse-Normandie). Sie gehört zum Arrondissement Argentan und zum Kanton Flers-1. 

## Geografie
Die Gemeinde Le Châtellier liegt an der Varenne, acht Kilometer südlich von Flers und etwa 55 Kilometer südsüdwestlich von Caen. Umgeben wird Le Châtellier von den Nachbargemeinden La Chapelle-au-Moine im Norden, Messei im Nordosten, Saint-André-de-Messei im Nordosten und Osten, Banvou im Osten und Südosten, Saint-Bômer-les-Forges im Süden und Westen sowie Saint-Clair-de-Halouze im Westen.

## Bevölkerungsentwicklung
| Jahr                       | 1962 | 1968 | 1975 | 1982 | 1990 | 1999 | 2011 | 2021 |
| Einwohner                  | 390  | 356  | 331  | 356  | 349  | 343  | 408  | 403  |
| Quellen: Cassini und INSEE |      |      |      |      |      |      |      |      |

## Sehenswürdigkeiten
- Kirche Notre-Dame-de-l’Assomption aus dem 19. Jahrhundert
- Kapelle Les Roches

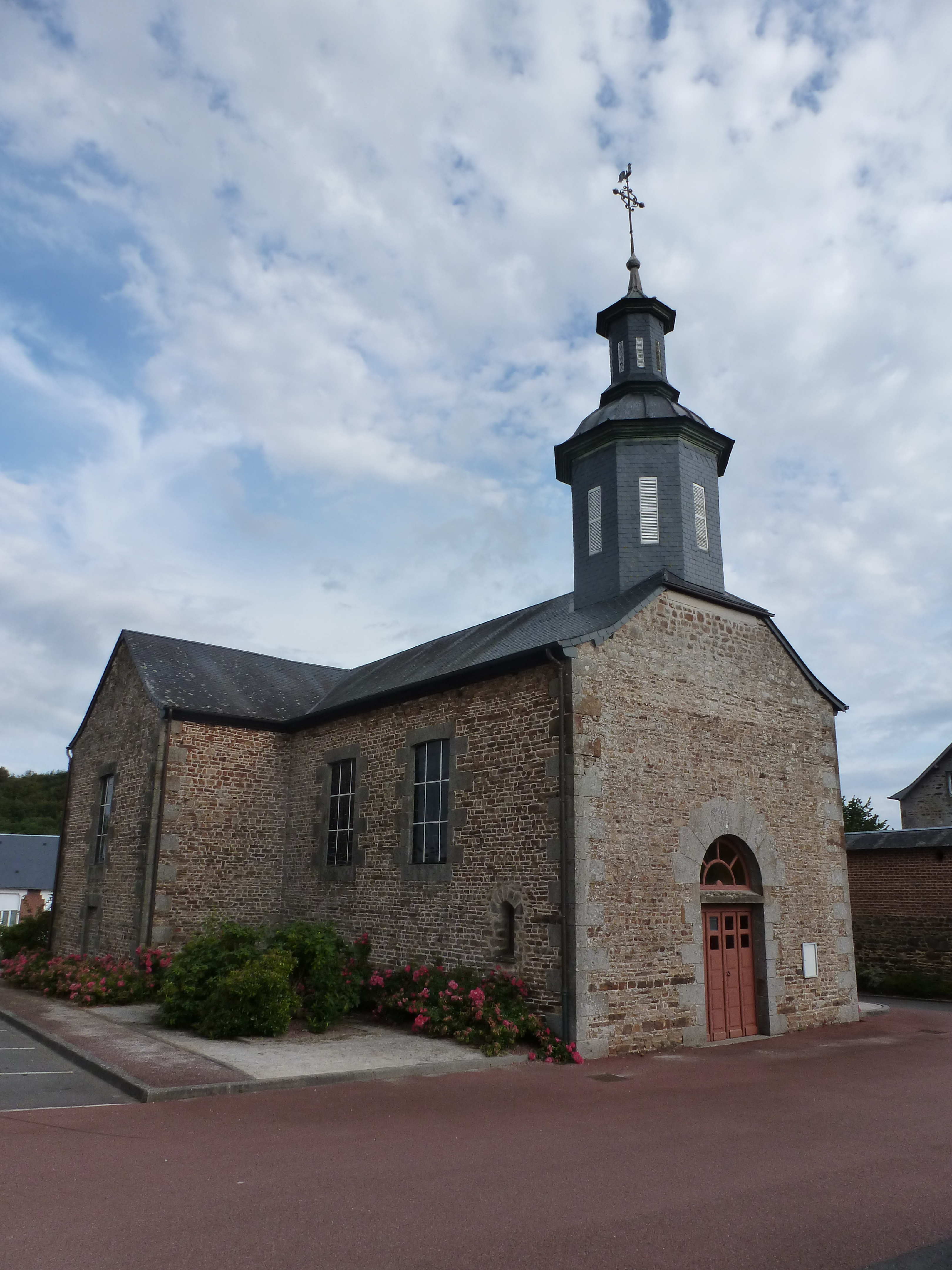
Kirche Notre-Dame-de-l’Assomption